# Saint Matthieu (Michel-Ange)
Pour les articles homonymes, voir Saint Matthieu.
Le Saint Matthieu  est une statue en marbre du peintre et sculpteur italien de la Renaissance Michel-Ange, conservée aujourd'hui en la Galleria dell'Accademia de Florence.

## Description
Le Saint Matthieu est une sculpture en marbre d'une hauteur d'environ 271 cm réalisée vers l'an 1503 respectant l'esthétique de l'inachevé, le non finito de Michel-Ange : le saint semble émerger avec difficulté du bloc de marbre laissé en partie visible.

## Histoire
Le 24 avril 1503 la  corporation d'Arte della Lana de Florence et l'Opera del Duomo commissionnèrent Michel-Ange afin de réaliser douze statues des apôtres en marbre pour le Duomo. Pour diverses raisons le contrat n'a pu être honoré. Pour cette commande l'artiste commença uniquement le saint Matthieu dont il arrêta la réalisation. L'œuvre non finita est actuellement conservée à la Galleria dell'Accademia de Florence depuis son acquisition en 1909.

## Sources
- x